# Phlogophora scita
Phlogophora scita (Hübner, 1790) је врста ноћног лептира из породице Noctuidae.

## Распрострањење и станиште
Phlogophora scita се може наћи у Централној и Југоисточној Европи, у Азији и на Кавказу. Насељава шуме на планинама где има папрати. На Алпима је налажена на надморској висини од 1600 метара. Има је у јужним деловима Србије.

## Опис
Распон крила јој је од 45 до 50 мм. Ово је лако препознатљив ноћни лептир. Предња крила су му нијансе зелене боје, са тамном зеленом шаром, у којој је бела мрља. Активан је ноћу и привлачи га светлосна клопка.

## Биологија
Одрасле јединке се могу наћи од јунa до краја августа, у зависности од локације. Младе гусенице се легу у јесен. У почетку се хране само са папрати, најчешће са Dryopteris filix-mas, али и другим врстама. Презимљавају у стадијуму гусенице. Од пролећа гусенице су полифагне, тј. почињу да се хране разним другим биљкама, на пример, трњином Prunus spinosa и храстом Quercus sp. У мају је гусеница наједена и спремна за улуткавање.

## Угроженост
На појединим местима Phlogophora scita је угрожена због уништавања станишта.